# Израильско-экваториальногвинейские отношения
Израильско-экваториальногвинейские отношения — настоящие и исторические международные дипломатические, политические, экономические, военные, культурные и прочие отношения между Государством Израиль и Республикой Экваториальная Гвинея.
Израильское посольство в Яунде (Камерун) аккредитовано на Экваториальную Гвинею. У Экваториальной Гвинеи есть посольство в Израиле, которое открылось в 2019 году в Герцлии.

## История
Израиль признал независимость Экваториальной Гвинеи сразу после её провозглашения и установил дипломатические отношения вскоре после этого, в 1968 году. В 1973 году после Войны Судного дня Экваториальная Гвинея разорвала отношения с Израилем, как и другие африканские страны Чёрной Африки.
Двусторонние отношения были восстановлены в январе 1994 года. В 2007 году Израиль и Германия открыли больницу в городе Бата. Госпиталь, получивший название «Centro Médico La Paz», является крупнейшим в стране и обслуживается преимущественно израильскими специалистами.
В столице Экваториальной Гвинеи, городе Малабо, находится больница «Shalom Hospital», основанная израильскими предпринимателями Ярденом Овадьей и Арье Хорешем. В больнице работают около 100 израильских врачей, сестёр и специалистов по обслуживанию. В конце декабря 2012 года в этой больнице была проведена офтальмологическая операция Саре Оньянго Обама, которая является третьей женой деда бывшего президента США Барака Обамы. Родственница президента постоянно проживает в кенийской деревне Nyang’oma Kogelo и была доставлена в столичную больницу в сопровождении министра здравоохранения Экваториальной Гвинеи.
В июне 2018 года бывший министр израильского правительства Гонен Сегев был арестован в Экваториальной Гвинее и выдан Израилю. Сегев обвинялся в подделках кредитных карт, контрабанде наркотиков и в шпионаже в пользу Ирана. Суд приговорил его к 11 годам заключения.
В декабре 2018 года Экваториальная Гвинея осудила строительство тоннелей Хезболлы на ливано-израильской границе и призвала соблюдать резлолюцию Совбеза ООН № 1701 (2006).
7 августа 2019 года первый посол Экварториальной Гвинеи в Израиле представил свои верительные грамоты президенту Реувену Ривлину.
В феврале 2020 года новый посол Luciano Ncogo Ndong Ayecaba прибыл в Израиль. На церемонии вручения верительных грамот в резиденции президента Ривлина, посол заявил, что его страна ограничена в финансах в вопросах импорта товаров и приветствовала бы дополнительные прямые инвестиции.
В конце февраля 2021 года состоялся телефонный разговор израильского премьера Нетаньяху и президента Экваториальной Гвинеи Теодоро Обианга Нгема Мбасого. Во время разговора Нетаньяху приветствовал решение правительства этой страны перенести своё посольство в Иерусалим, а также обсудил с экваториальногвинейским лидеров вопросы укрепления связей между еврейским государством и странами Африки.
В марте 2021 года израильские военные, а также сотрудники минздрава и МИД Израиля (всего 64 человека) провели гуманитарную миссию в Экваториальной Гвинее — они передали стране медицинское оборудование, лечили местных пациентов, проводили операции, а также обучали персонал больницы города Бата. По окончании миссии президент Теодоро Обианг Нгема Мбасого вручил израильтянам почётную медаль «Рыцарь Экваториальной Гвинеи».

## Сотрудничество

### Оборона и безопасность
В 2012 году израильская компания «Magal Security Systems Ltd.» выиграла контракт на обеспечение безопасности на стадионах Экваториальной Гвинеи и Габона во время проведения футбольных матчей на кубок Африки.
Израильская компания «Israel Shipyards», ранее государственное, крупнейшее израильское судостроительное предприятие, поставляло военные корабли в Экваториальную Гвинею.